# Postcosecha de frutales de hueso
La postcosecha de los frutales de hueso está constituida por el conjunto de estudios fisiológicos y técnicos, que permiten minimizar el deterioro y mantener la calidad y condición del fruto, una vez cosechado.

## Comportamiento de postcosecha
El comportamiento de postcosecha de los frutales de hueso, también denominados frutales de carozo y que incluyen los melocotones o duraznos, nectarines o nectarinas, ciruelas, damascos o albaricoques, se caracteriza principalmente por:
- patrón de respiración tipo climactérico.
- tasa respiratoria baja a moderada según distintos autores.
- relativamente baja vida de postcosecha (de 2 a 6 semanas a 0 °C según especie y variedad), comparada con otros frutos subtropicales como manzanas, kiwis o uvas que pueden durar meses.
Para alargar la vida de postcosecha de estas especies, se utilizan diversas tecnologías tales como: atmósfera controlada, atmósfera modificada, aplicación de 1-mcp, acondicionamiento previo mediante el uso adecuado de temperaturas sobre 20 °C.
Si bien las cerezas o guindas podrían considerarse frutales de hueso, tradicionalmente son tratadas aparte por su comportamiento fisiológico distinto.

## Principales centros de estudio
- USA: Universidad de California, Kearny Agricultural Center. Dr. Carlos Crisosto web

- Chile:
  - Universidad de Chile: Centro de Estudios de Postcosecha, Dr. Luis Luchsinger.
  - Universidad Católica de Chile, Profesor Juan Pablo Zoffoli, INIA-La Platina: Dr. Reinaldo Campos

- España:
  - Universidad de Lleida e Instituto de Investigación y Tecnología Agroalimentarias (IRTA).
  - AINIA (Valencia).

- Italia:
  - Universidad de Pisa, Dr. Pietro Tonutti.

- Datos: Q6083458